# Polidectes
En la mitología griega, Polidectes (en griego Πολυδέκτης, Polydéktes; esto es, «mucha bienvenida») fue un rey eolio de Sérifos que había colonizado la isla. Según la genealogía tradicional era hijo de Magnes —hijo de Eolo— y de una ninfa náyade innominada, siendo hermano por lo tanto de Dictis. Autores tardíos nos dan otras genealogías minoritarias, haciendo a Polidectes y Dictis hijos de Perístenes y Andrótoe, hija de un tal Pericástor, o bien de Poseidón y Cerebia; nada más se sabe de estos personajes.
Tanto Polidectes como Dictis aparecen en las leyendas del héroe Perseo, en donde Polidectes asume el papel de rey en tanto que Dictis es un simple pescador. Se dices que hasta las costas de Sérifos arribó un arca en la que dentro viajaban Dánae y su hijo Perseo. Polidectes se enamoró de Dánae—otros dicen que la prefería como concubina—, pero ante la dificultad de yacer con ella porque Perseo era ya adulto, convocó a sus amigos y con ellos a Perseo alegando falsamente que reunieran regalos de boda para Hipodamía, hija de Enómao. De hecho su otro hermano Eyoneo, también citado como hijo de Magnes y nieto de Eolo, había muerto a manos de Enómao para conseguir la mano de Hipodamía. Al decir Perseo que no vacilaría ni ante la cabeza de la gorgona, Polidectes pidió a los demás que buscasen caballos, pero de Perseo no aceptó caballos sino que le ordenó traer la cabeza de Medusa. Polidectes, recurriendo a su violencia natural, amenazó con casarse a la fuerza con Dánae si Perseo no conseguía su preciado trofeo. Perseo cumplió el encargo y al regresar a Sérifos vio que su madre y Dictis estaban refugiados en un templo para protegerse de la violencia de Polidectes. Resuelto en su ánimo Perseo entró en el palacio donde estaban Polidectes y sus partidarios, y los convirtió en piedra, mostrándoles la cabeza amenazante de Medusa.
En las Fábulas de Higino a Polidectes se lo describe como un hombre benévolo, incluso refiriéndolo como el «ayo de Perseo». Se dice que casó directamente con Dánae y condujo en persona a Perseo al templo de Minerva. Cuando Acrisio, el padre de Dánae, descubrió que su hija y su nieto habían permanecido en la corte de Polidectes, llegó para reclamarlos. Polidectes intercedió ante Acrisio a favor de Perseo y Dánae. Mientras Acrisio había sido retenido en Sérifos debido a una tormenta, Polidectes murió, y durante los juegos funerarios el viento condujo el disco desde la mano de Perseo hasta la cabeza de Acrisio, matándolo. También se nos dice que en el momento del entierro de Polidectes Perseo aprovechó para abandonar para siempre Sérifos. No obstante, en otra fábula, el mismo autor retoma el carácter antagónico de Polidectes y así nos dice que cuando este vio que Perseo era tan valiente, comenzó a temerle e intentó matarlo mediante un engaño, pero Perseo descubrió sus intenciones y le mostró la cabeza de la Gorgona, y así su cuerpo quedó convertido en piedra.